# Akashiyaki
Akashiyaki (明石焼き) er bagte eller friturestegte stykker af blækspruttearme vendt i omeletdej. Det er en specialitet fra den japanske by Akashi vestlig for Kobe. I Akashi kaldes denne lille ret for tamagoyaki (玉子焼き)
Akashiyaki minder meget om takoyaki men i stedet for dejkugler på størrelse med blommer indhylles blækspruttearmestykkerne i omeletkugler og serveres på et træbræt. En anden modsætning til takoyaki er, at de meget bløde akaskiyaki-stykker ikke bliver dækket med sovs eller garneret, men bliver dyppet i dashi, en form for klar suppe uden videre smag.
Akashiyaki egner sig pga. sin konsistens ikke så godt til salg på gaden som den mere udbredte takoyaki. I stedet tilberedes akashiyaki hovedsageligt i restauranter i Akashi og Kobe og hos familier i Akashi. Som følge heraf nyder akashiyaki højere anseelse og betragtes som eksklusivt.